# Îlot Moallic
L'îlot Moallic est l'îlot de l'archipel des Kerguelen fermant l'anse du Bon Coin-Charles Aubry. Son nom lui fut donné par l'aviso Antarès en 1931, en l'honneur du matelot Marc Moallic chargé de relever les phénomènes de marées et qui fut oublié sur place pendant un temps.